# Resolutie 1053 Veiligheidsraad Verenigde Naties
Resolutie 1053 van de Veiligheidsraad van de Verenigde Naties werd unaniem door de Veiligheidsraad van de Verenigde Naties aangenomen op 23 april 1996. De Veiligheidsraad vroeg de buurlanden van Rwanda mee te werken aan het onderzoek naar illegale wapenleveringen aan het leger van het voormalige Rwandese regime.

## Achtergrond
De etnische conflicten in Rwanda en Burundi hadden al honderdduizenden doden gemaakt en voor een enorme vluchtelingenstroom gezorgd, waarvan velen naar buurland Zaïre. Vandaaruit werd de strijd gewoon verder gezet, waardoor de hele regio gedestabiliseerd raakte.

## Inhoud
Op 18 maart 1996 hadden de landen van het Grote Merengebied de Verklaring van Tunis aangenomen. Ondanks het wapenembargo werden nog steeds wapens verkocht aan voormalige Rwandese overheidstroepen. Een onderzoekscommissie had haar onderzoek hiernaar afgerond. Sommige landen hadden hier goed aan meegewerkt, andere niet. De commissie had onder meer geconcludeerd dat Rwandezen een militaire opleiding kregen om destabiliserende invallen te doen in Rwanda. Ook was er sterk bewijs dat wapenleveringen hadden plaatsgevonden. Vooral die in de Seychellen in juni 1994 en twee leveringen in Goma vielen daarbij op. Ook zouden nog steeds vliegtuigen met wapens landen in Goma en Bukavu. Verder werd nog steeds geld opgehaald voor de gewapende strijd tegen Rwanda. Die huidige schendingen van het wapenembargo waren echter nog niet grondig onderzocht. Ten slotte moesten ook haatdragende radio-uitzendingen in de regio beëindigd worden.
Het verbod op wapenleveringen aan Rwandese niet-regeringstroepen moest effectief worden ingevoerd. De landen in het Grote Merengebied werd gevraagd ervoor te zorgen dat hun grondgebied niet voor die leveringen of voor invallen in Rwanda werd gebruikt. Secretaris-generaal Boutros Boutros-Ghali werd gevraagd de buurlanden van Rwanda, en Zaïre in het bijzonder, te consulteren over maatregelen, waaronder eventueel VN-waarnemers op de vliegvelden. Landen waarvan de inwoners beschuldigd waren betrokken te zijn, werd gevraagd dit nader te onderzoeken en de commissie alle mogelijke informatie ter beschikking te stellen.

## Verwante resoluties
- Resolutie 1047 Veiligheidsraad Verenigde Naties
- Resolutie 1050 Veiligheidsraad Verenigde Naties
- Resolutie 1161 Veiligheidsraad Verenigde Naties (1998)
- Resolutie 1165 Veiligheidsraad Verenigde Naties (1998)

Lijst ·  1036 ·  1037 ·  1038 ·  1039 ·  1040 ·  1041 ·  1042 ·  1043 ·  1044 ·  1045 ·  1046 ·  1047 ·  1048 ·  1049 ·  1050 ·  1051 ·  1052 ·  1053 ·  1054 ·  1055 ·  1056 ·  1057 ·  1058 ·  1059 ·  1060 ·  1061 ·  1062 ·  1063 ·  1064 ·  1065 ·  1066 ·  1067 ·  1068 ·  1069 ·  1070 ·  1071 ·  1072 ·  1073 ·  1074 ·  1075 ·  1076 ·  1077 ·  1078 ·  1079 ·  1080 ·  1081 ·  1082 ·  1083 ·  1084 ·  1085 ·  1086 ·  1087 ·  1088 ·  1089 ·  1090 ·  1091 ·  1092